# Giftas på italienska
Giftas på italienska (italienska: Matrimonio all' italiana) är en italiensk dramakomedifilm från 1964 i regi av Vittorio De Sica, med Sophia Loren och Marcello Mastroianni i huvudrollerna. Den handlar om det cyniska spelet mellan en affärsman och hans prostituerade älskarinna. Förlaga är pjäsen Filumena Marturano (1946) av Eduardo De Filippo och filmen är också en nyinspelning av dennes långfilmsversion från 1951. Huvudrollen skrevs ursprungligen för De Filippos syster Titina, som dog 1963, och filmen inleds med De Sicas skriftliga dedikation till henne: "Questo film è dedicato a Titina De Filippo". Filmen hade Sverigepremiär 22 februari 1965.
Den tilldelades italienska David di Donatello för bästa produktion, regi samt kvinnliga och manliga huvudroll. Den fick Golden Globe Award för bästa utländska film och nominerades till två Oscars: Loren för bästa kvinnliga huvudroll vid Oscarsgalan 1965 och filmen för bästa utländska film vid Oscarsgalan 1966.

## Medverkande
- Sophia Loren – Filumena Marturano
- Marcello Mastroianni – Domenico Soriano
- Aldo Puglisi – Alfredo
- Tecla Scarano – Rosalie
- Marilù Tolo – Diane
- Pia Lindström – kassörskan
- Giovanni Ridolfi – Umberto
- Vito Moriconi – Riccardo
- Generoseo Cortini – Michele
- Rafaello Rossi Bussola – advokaten
- Vincenza Di Capua – modern
- Vincenzo Aita – prästen